# Lee Eun-jae
Lee Eun-jae (en hangul, 이은재) es una actriz y modelo surcoreana.

## Biografía
Estudió en el departamento de ingeniería eléctrica de la Universidad Chosun (Chosun University).

## Carrera
Es miembro de la agencia E&S Entertainment (이앤에스 엔터테인먼트). Previamente formó parte de la agencia MSteam Entertainment.
Como modelo apareció en la portada de DaeHak Naeil.
El 21 de julio del 2019 realizó su debut en la actuación cuando se unió al elenco principal de la serie web Best Mistake (일진에게찍혔을때) donde dio vida a la aplicada estudiante Kim Yun-doo, quien se enamora del popular y rebelde estudiante Ji Hyun-ho (Kang Yul). Papel que interpretaó durante la temporada del 2 de abril del 2020 hasta el final de la serie el 21 de mayo del mismo año.
En septiembre del 2020, se unió al elenco recurrente de la serie 18 Again donde interpretó a la estudiante Uhm So-min, una de las mejores amigas de Hong Si-ah (Noh Jung-eui), que se enamora de sy hermano Hong Shi-woo (Ryeoun), hasta el final de la serie el 10 de noviembre del mismo año.
El 25 de febrero de 2021 realizó una aparición especial durante el primer episodio de la serie web Contract Relationship Starting Today (también conocida como "Be My Boyfriend") donde volvió a dar vida a Kim Yun-doo.

## Filmografía

### Series de televisión
| Año     | Título                                    | Personaje               | Notas                                       | Ref.  |
| ------- | ----------------------------------------- | ----------------------- | ------------------------------------------- | ----- |
| 2019    | Best Mistake (일진에게찍혔을때)           | Kim Yun-doo             | Serie web, 15 episodios                     |       |
| 2020    | Best Mistake 2 (일진에게 찍혔을 때 시즌2) | Kim Yun-doo             | Serie web, 16 episodios                     |       |
| 2020    | 18 Again                                  | Uhm So-min              | 10 episodios                                |       |
| 2020    | When I Was the Most Beautiful             |                         | Aparición especial, episodio 16             | [ 4 ] |
| 2021    | Contract Relationship Starting Today      | Kim Yun-doo             | Serie web, 2 episodios (aparición especial) |       |
| 2022    | Best Mistake 3 (일진에게 찍혔을 때 시즌3) | Kim Yun-doo             | Serie web                                   |       |
| 2023    | Shin, abogado de divorcios                | Yoo Sae-bom             |                                             | [ 5 ] |
| 2023-24 | Tell Me That You Love Me                  | Seo-kyung a los 20 años |                                             | [ 6 ] |

### Aparición en videos musicales
| Año  | Intérpretes                        | Canción                               | Notas            | Ref.        |
| ---- | ---------------------------------- | ------------------------------------- | ---------------- | ----------- |
| 2020 | Ravi, Yeri & Jeon Woong (de AB6IX) | "Woman On The Beach" (해변의 여인)    | Junto a Kang Yul | [ 7 ] [ 8 ] |
| 2021 | JUN (de Seventeen)                 | "Silent Boarding Gate" (寂寞号登机口) |                  | [ 9 ]       |

### Anuncios
| Año  | Título                                                  | Notas                                                      | Ref.                 |
| ---- | ------------------------------------------------------- | ---------------------------------------------------------- | -------------------- |
| 2018 | 2018 대학내일 871호 표지 모델                           |                                                            | [ 10 ]               |
| 2019 | Innisfree (이니스프리)                                  |                                                            | [ 11 ]               |
| 2019 | Hanskin (한스킨)                                        |                                                            | [ 12 ]               |
| 2019 | 2019 보타미안 엔젤모링가                                |                                                            |                      |
| 2019 | 시원스쿨랩 X 이은재                                     |                                                            | [ 13 ] [ 14 ] [ 15 ] |
| 2019 | Siwon School Lab (시원스쿨 - 일진에게 반할 수 있을까?!) | Junto a Kang Yul, Yoon Jun-won, Choe Chan-yi y Park E-hyun | [ 16 ]               |
| 2020 | 동아오츠카 포카리스웨트                                 |                                                            | [ 17 ]               |
| 2020 | 엘리트 학생복                                           |                                                            |                      |